# خان‌آباد (ازبکستان)
خان‌آباد (به ازبکی: Xonobod،‌ خان‌آباد)(به روسی: Ханабад) شهری در استان اندیجان کشور ازبکستان است که در سرشماری سال ۲۰۲۴ میلادی، ۴۵٬۸۰۰ نفر جمعیت داشته است.
پس از توافق دول ازبکستان و قرقیزستان بر سر خط مرزی بین دو کشور در سال ۲۰۲۲ میلادی، سد اندیجان و دریاچهٔ پشت آن به طور کامل تحت حاکمیت ازبکستان در آمد. از آن تاریخ به این سو، این دریاچه در محدودهٔ شهری خان‌آباد قرار دارد.
در سال ۱۹۴۸ میلادی، نام شهر خان‌آباد رسما به «قره‌باغیش» (به ازبکی: Qorabogʻish،‌ قاره‌باغیش)(به روسی: Карабагиш) تغییر یافت.
در سال ۱۹۷۲ میلادی، نام این شهر به «سوییت‌آباد» (به ازبکی: Sovetobod،‌ سویېت‌آباد)(به روسی: Советабад) تغییر یافت.
در سال ۱۹۹۱ میلادی، با استقلال ازبکستان از اتحاد جماهیر شوروی سوسیالیستی، نام این شهر دوباره به «خان‌آباد» برگردانده شد.